# Ålands Telekommunikation
Ålands Telekommunikation Ab, oftast kallat Ålcom, är en internetleverantör och mobiloperatör på Åland.
Ålcom ägs till lika delar av Mariehamns Telefon Ab och Ålands Telefonandelslag.[källa behövs] Företaget erbjuder bredbandsuppkoppling, IPTV (digital-tv via bredband), mobiltelefoni och olika tjänster för företag. År 2018 hade Ålcom cirka 35 anställda.[källa behövs]

## Historia
Ålcom har sitt ursprung i två bolag som grundades på Åland i slutet av 1980-talet: Ålands Datakommunikation Ab[källa behövs] och Ålands Mobiltelefon Ab.[källa behövs]
När mobiltelefonmarknaden i Finland avreglerades bildade Mariehamns Telefon Ab och Ålands Telefonandelslag det gemensamma bolaget Ålands Mobiltelefon Ab (ÅMT) i januari 1989.[källa behövs] Företaget byggde ett mobilnät på 450 MHz-bandet[källa behövs], med en central och fyra basstationer i Brändö, Föglö, Jomala och Saltvik.[källa behövs] Bolaget profilerade sig med lokal förankring och konkurrenskraftiga priser.[källa behövs]
Samtidigt började privata internetleverantörer etablera sig på Åland. I början av 1990-talet grundades två aktörer:
- Ålands Nättjänster, grundat av Conny Rosenberg och Thomas Holmström[källa behövs]
- Alandia Online, grundat av bland andra Mikael Holmström, Kurt-Erik Lindqvist, Marcus Karlsson och Kim Pihl[källa behövs]

De två bolagen slogs samman i december 1996 och bildade Ålands Datakommunikation Ab,[källa behövs] som började erbjuda bredbandstjänster till privatpersoner.
Mariehamns Telefon Ab och Ålands Telefonandelslag var delägare i Ålands Datakommunikation Ab från starten[källa behövs] och köpte hela bolaget år 2010, med 50 procent vardera.[källa behövs] Den 1 januari 2012 slogs Ålands Datakommunikation Ab samman med Ålands Mobiltelefon Ab, och det nya bolaget fick namnet Ålands Telekommunikation Ab (Ålcom).[källa behövs]

## Tjänster
Ålcom tillhandahåller bredbandstjänster, till exempel fiber,[källa behövs] samt mobiltelefoni och IPTV. Företagskunder erbjuds även växelsystem, webbhotell och domännamnstjänster.[källa behövs]